# Tristan Wilds

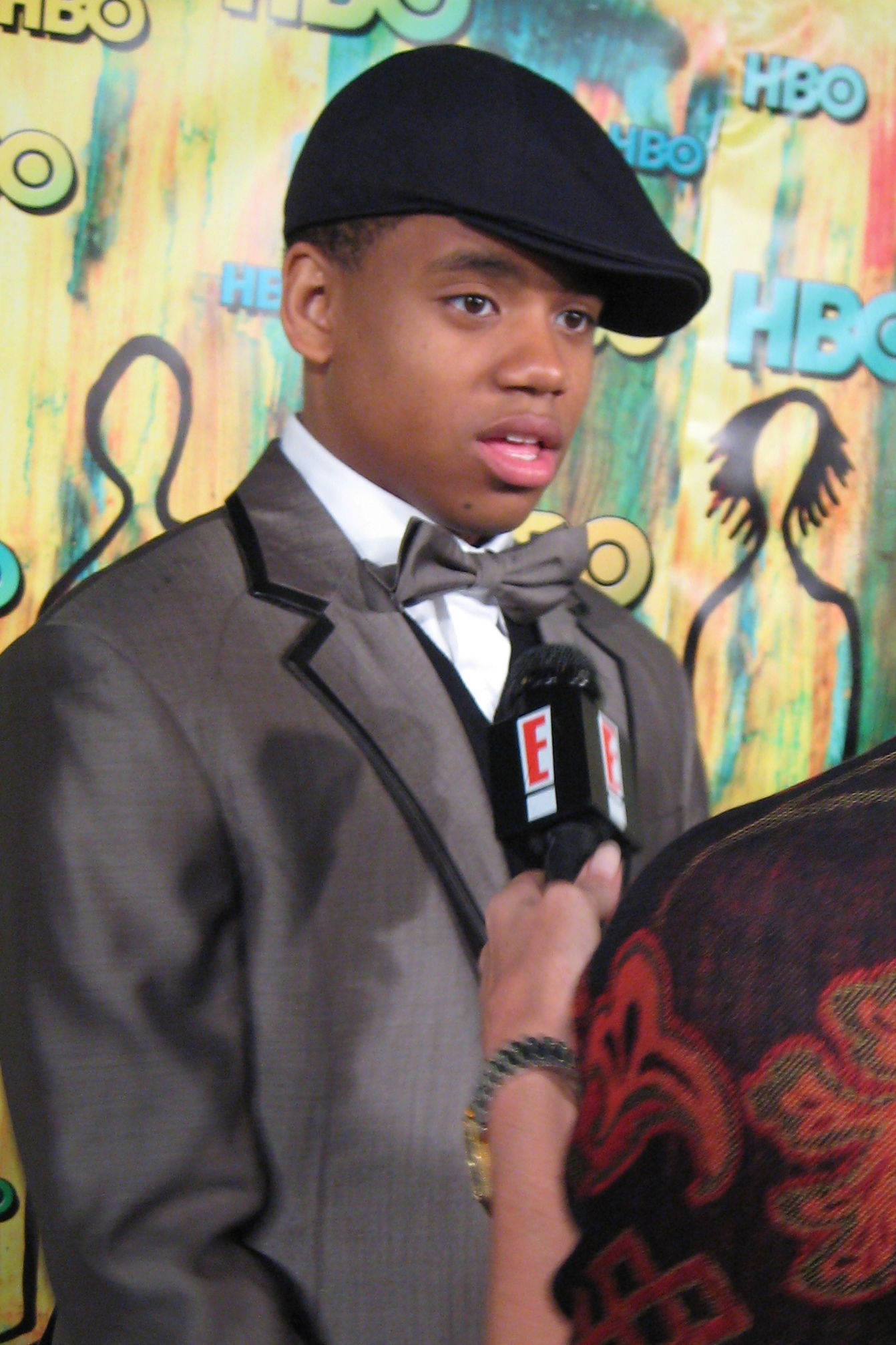
Tristan Wilds bei einer Veranstaltung des Senders Home Box Office (2008)

Tristan Paul Mack Wilds (* 15. Juli 1989 auf Staten Island, New York City) ist ein US-amerikanischer Schauspieler. Bekanntheit erlangte er durch Rollen in den Fernsehserien The Wire und 90210. 

## Leben
Tristan Wilds wurde 1989 als Sohn von Paul Wilds und Monique Moncion auf Staten Island geboren. Sein Vater ist Afroamerikaner, seine Mutter hat irische und dominikanische Vorfahren. Er besuchte die Michael J. Petrides School. Außerdem hat er einen älteren Bruder.
Seine Karriere begann 2005 mit einigen Auftritten in Miracle’s Boys. Von 2006 bis 2008 spielte er in 23 Folgen von The Wire mit. Danach hatte er Gastauftritte in Cold Case – Kein Opfer ist je vergessen und Law & Order. Von 2008 bis 2013 spielte er die Hauptrolle des Dixon Wilson in 90210.
Des Weiteren macht Tristan Wilds Musik. So hat er einige Soundtracks für 90210 produziert.
2015 verkörperte er außerdem im Musikvideo zu Adeles Song "Hello" deren Geliebten. Regie dabei führte Xavier Dolan. Das Video wurde auf YouTube mehr als 2 Milliarden Mal aufgerufen.

## Diskografie
Studioalben:
- 2013: New York: A Love Story
- 2017: AfterHours

Singles:
- 2013: Own It
- 2014: Henny

## Filmografie (Auswahl)
- 2005: Miracle’s Boys (Fernsehserie)
- 2006–2008: The Wire (Fernsehserie, 23 Folgen)
- 2007: Cold Case – Kein Opfer ist je vergessen (Cold Case, Fernsehserie, Folge 4x14)
- 2008: Law & Order (Fernsehserie, Folge 18x05)
- 2008–2013: 90210 (Fernsehserie, 114 Folgen)
- 2008: Die Bienenhüterin
- 2012: Red Tails
- 2015: Hello, Adele (Musikvideo)
- 2017: Shots Fired (Fernsehserie, 10 Folgen)
- 2020: Really Love